# British Napier Motor Company

American Napier von 1904

American Napier von 1904

British Napier Motor Company, vorher Napier Motor Company of America und American Napier Company, war ein US-amerikanischer Hersteller von Automobilen.

## Unternehmensgeschichte
Die Napier Motor Company of America aus Boston in Massachusetts importierte zunächst Fahrzeuge von Napier & Son aus England. Ende 1904 begann die Produktion von Automobilen nach einer Lizenz von Napier. Der Markenname lautete American Napier. Mitte 1905 wurde die Produktion in ein großes Werk im Stadtteil Jamaica Plain verlagert. Anfang 1905 gab es Probleme, weil die 200 Arbeiter streikten. Im April 1907 kam es zu finanziellen Problemen, die im Juni 1907 gelöst waren. Zu dieser Zeit ruhte die Produktion. Das Unternehmen firmierte nun als American Napier Company und setzte ab März 1909 die Produktion fort. Nach etwa einem Jahr ruhte die Produktion erneut, bevor sie die British Napier Motor Company 1911 fortsetzte. 1912 endete die Produktion.

## Fahrzeuge
Von 1904 bis 1907 gab es fünf Modelle. Der Nike hatte einen Vierzylindermotor mit 18 PS Leistung sowie 229 cm Radstand. Er war als einziges Modell vom Werk mit einem Aufbau erhältlich – als zweisitziger Runabout. Das Model D-45 hatte einen gleich starken Motor, aber 264 cm Radstand, und wurde nur als Fahrgestell geliefert. Model H-70 mit einem Vierzylindermotor und 28 PS Leistung sowie Model D-50 mit Vierzylindermotor und 40 PS Leistung waren stärker motorisiert. Spitzenmodell war das Model L. Es hatte einen Sechszylindermotor mit 30 PS Leistung und 274 cm Radstand.
Von 1909 bis 1910 standen drei Modelle im Sortiment. Der Nike mit Vierzylindermotor, 20 PS Leistung und 234 cm Radstand war als zweisitziger Victoria und zweisitziger Runabout erhältlich. Den Four mit Vierzylindermotor, 40 PS Leistung und 295 cm Radstand gab es als Toy Tonneau, Tourabout und Runabout. Der Six mit Sechszylindermotor, 60 PS Leistung und 320 cm Radstand war als siebensitziger Tourenwagen karosseriert.
Von 1911 bis 1912 war das Programm auf zwei Grundtypen reduziert. Der Four war mit 15/24 PS angegeben und hatte üblicherweise 269 cm Radstand. Das Model A war ein Runabout und das Model 6-30 ein Tourenwagen. Das Model B als Tourenwagen hatte dagegen 300 cm Radstand. Der Six mit 75 PS Leistung hatte 340 cm Radstand. Model A war als Landaulet und Limousine erhältlich und das Model 6-50 als Tourenwagen.

## Modellübersicht
| Jahr      | Modell     | Ausführung | Zylinder | Leistung (PS) | Radstand (cm) | Aufbau                               |
| --------- | ---------- | ---------- | -------- | ------------- | ------------- | ------------------------------------ |
| 1904–1907 | Model D-45 |            | 4        | 18            | 264           | nur Fahrgestell                      |
| 1904–1907 | Model D-50 |            | 4        | 40            |               | nur Fahrgestell                      |
| 1904–1907 | Model H-70 |            | 4        | 28            |               | nur Fahrgestell                      |
| 1904–1907 | Model L    |            | 6        | 30            | 274           | nur Fahrgestell                      |
| 1904–1907 | Nike       |            | 4        | 18            | 229           | Runabout 2-sitzig                    |
| 1909–1910 | Four       |            | 4        | 40            | 295           | Toy Tonneau, Tourabout, Runabout     |
| 1909–1910 | Nike       |            | 4        | 20            | 234           | Victoria 2-sitzig, Runabout 2-sitzig |
| 1909–1910 | Six        |            | 6        | 60            | 320           | Tourenwagen 7-sitzig                 |
| 1911–1912 | Four       | Model A    | 4        | 15/24         | 269           | Runabout                             |
| 1911–1912 | Four       | Model B    | 4        | 15/24         | 300           | Tourenwagen                          |
| 1911–1912 | Four       | Model 6-30 | 4        | 15/24         | 269           | Tourenwagen                          |
| 1911–1912 | Six        | Model 6-50 | 6        | 75            | 340           | Tourenwagen                          |
| 1911–1912 | Six        | Model A    | 6        | 75            | 340           | Landaulet, Limousine                 |

Quelle: